# Labullula annulipes
Labullula annulipes är en spindelart som beskrevs av Embrik Strand 1913. Labullula annulipes ingår i släktet Labullula och familjen täckvävarspindlar. Inga underarter finns listade i Catalogue of Life.